# Estádio de São Luís

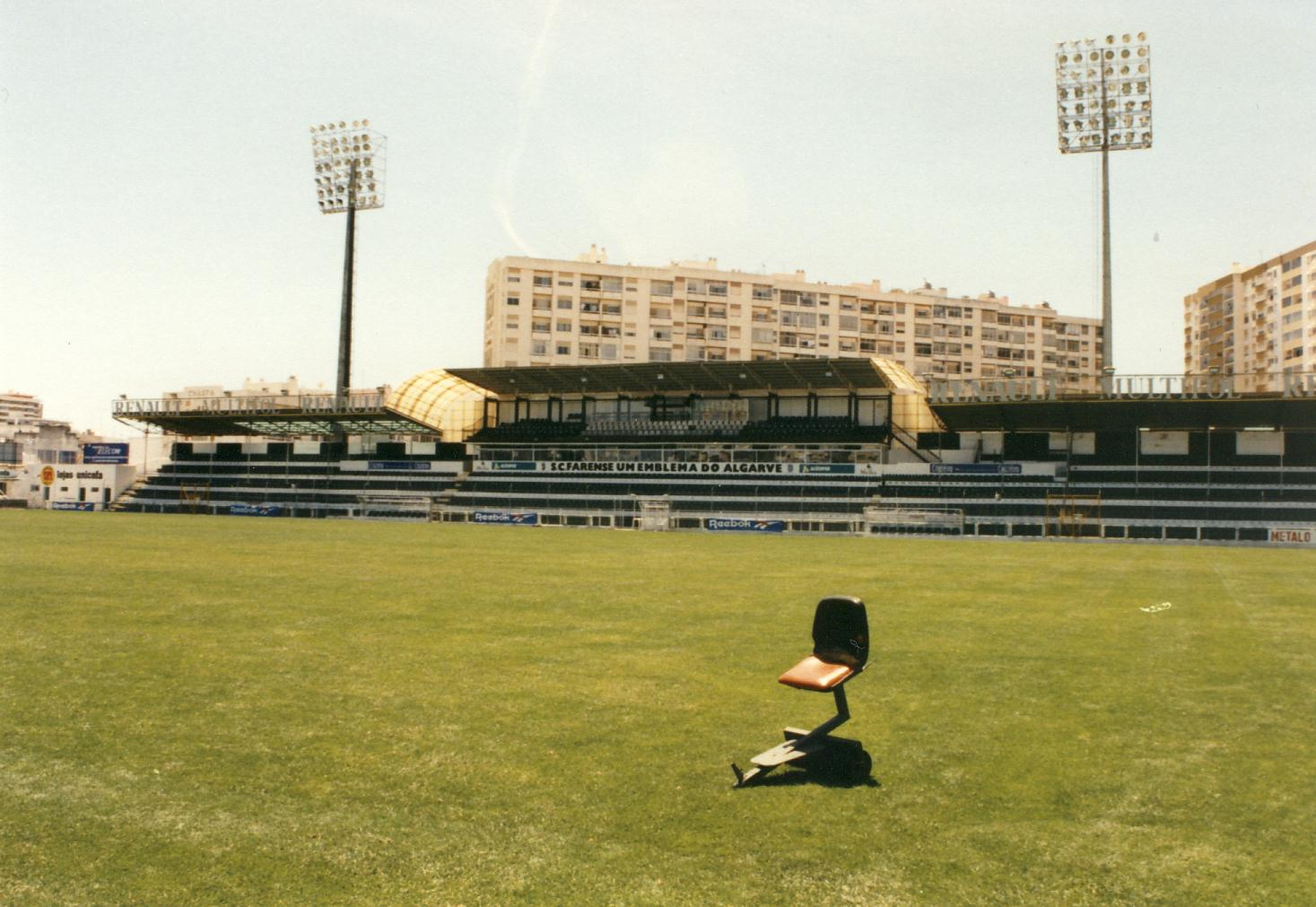
Das Stadion 1997

Das Estádio de São Luís ist ein Fußballstadion in der portugiesischen Innenstadtgemeinde Sé der Stadt Faro. Es ist die Heimspielstätte des Fußballvereins SC Farense. Es wurde 1923 eröffnet und bietet rund 7.000 Menschen Platz. Es wurde von 1924 bis 2004 vom SC Farense als Spielstätte genutzt, bis der Club in das neu erbaute Estádio Algarve umzog. Der Verein spielt seit 2013 wieder im, mittlerweile renovierten, Stadion.

## Nutzung

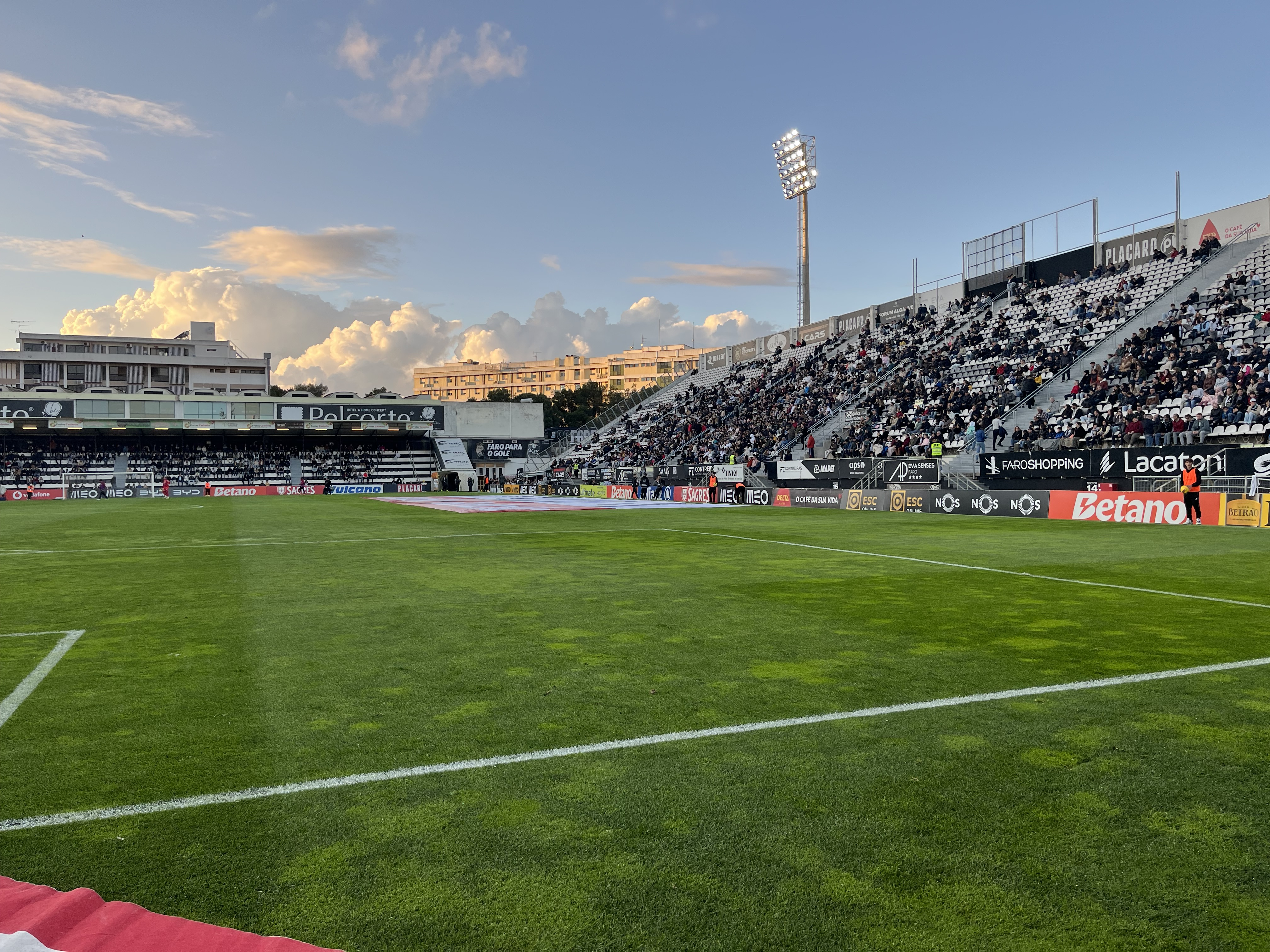
Das Estádio do São Luis während eines Spiels der Primeira Liga zwischen SC Farense und AVS Futebol (März 2025)

Auf der Anlage wurden Spiele der Junioren-Fußballweltmeisterschaft 1991 ausgetragen. 1994 fand dort das Endspiel um den Algarve-Cup statt.

## Länderspiele
Die portugiesische Fußballnationalmannschaft trug bislang vier Länderspiele in dem Stadion aus. Die folgende Tabelle listet alle Länderspiele auf, die im Estadio de São Luís ausgetragen wurden.
| Datum         | Mannschaft | Gegner      | Ergebnis | Anlass             | Zuschauer |
| ------------- | ---------- | ----------- | -------- | ------------------ | --------- |
| 16. Nov. 1977 | Portugal   | Zypern      | 4:0      | WM-Qualifikation   | 13.000    |
| 12. Feb. 1992 | Portugal   | Niederlande | 2:0      | Freundschaftsspiel | 2.463     |
| 10. Feb. 1993 | Portugal   | Norwegen    | 1:1      | Freundschaftsspiel | 6.000     |
| 15. Aug. 2001 | Portugal   | Moldau      | 3:0      | Freundschaftsspiel | 12.000    |